# 류근일
류근일(柳根一, 1938년 1월 30일 ~ )은 대한민국의 언론인이며 조선일보의 전 주필이다. 본관은 진주.

## 생애

### 생애 초반과 학창시절
1938년 서울특별시에서 출생하여, 보성고등학교를 졸업하고, 서울대학교 정치학과를 입학하였지만 중퇴하고, 다시 서울대학교 대학원 정치학과에서 석사와 박사 과정을 수료하였다. 이승만 정권 말기, 1958년 서울대 필화사건으로 첫 옥고를 치른 후, 5.16 직후 1961년 민통학련 사건으로 투옥되어 1961년 ~ 1968년까지 감옥에서 보냈고, 1974년 유신 직후 민청학련 사건에 연루되어 김지하, 이현배 등과 함께 세 번째 투옥되었다.

### 언론인 활동

#### 초기 언론 활동
1968년 중앙일보 기자로 입사하여, 1981년 조선일보 논설위원이 되었으며, 1995년 삼성언론재단의 이사를 역임하고 있다. 1996년부터 한일역사공동연구 운영대표로 역임하였다.
한편 노태우 정부 시절 그는 국군보안사령부의 사찰대상 중 한사람이 되어 노태우 정부로부터 감시당하였다. 1990년 10월 4일 오후 6시40분쯤 외국어대 재학 중 민학투련 출신이었던, 탈영병 윤석양 이병의 폭로에 의해 밝혀졌다. 자신은 머리를 다친 후로 감시를 당한 기억이 없었다고 한다. 윤석양은 탈영후 서울시 연지동 기독교회관 7층 한국기독교교회협의회 인권위원회 사무실에서 「양심선언」을 통해 탈영당시 보안사에서 갖고나온 동향파악대상자 개인색인표 신상철,이들 내용이 입력된 컴퓨터디스킷을 공개했다.

#### 2000년대 이후
1981년부터 2003년 조선일보에 논설주간으로 재직하며 류근일 칼럼을 연재하고 정년퇴임하였다. 2001년 한국의 뉴라이트 운동이 시작된 이후 친 뉴라이트 논객으로 활동하였다. 2006년부터 2008년까지 조선일보에 객원 논설위원으로 2주 간격으로 칼럼을 연재하였다.
2008년 뉴라이트의 시대정신(이사장 안병직)과 합친 자유주의연대 상임고문을 역임했다.
2011년 8월부터는 경향신문의 객설논설위원으로 지내고 있다.

## 기타

### 수상 내역
1987년 제4회 관훈언론상을 수상하였고, 2007년 제2회 임승준 자유언론상의 논설논평 분야를 수상하였다.
2010년 삼성언론상 논평/비평부분을 수상하였으며
2012년에는 언론인으로서 자유민주주의 체제를 지지하는 일관된 신념과 행동을 보여온 공으로 서재필기념회가 수여하는 서재필언론문화상을 수상하였다.